# فخر الأداء
فخر الأداء (بالأردية: تمغہِ حسنِ کارکردگی)، والمعروفة رسميًا باسم جائزة فخر الأداء الرئاسية، هي جائزة تمنحها جمهورية باكستان الإسلامية لتكريم الأشخاص الذين حققوا "إنجازات ملحوظة في مجال الفن والعلم والأدب والرياضة والتمريض".  جائزة فخر الأداء هي أعلى جائزة أدبية وطنية في باكستان تُمنح لمواطنيها، وبينما تعترف بالمساهمة الأدبية، يمكن أيضًا منحها لمواطنين أجانب.